# Mufumbwe
Mufumbwe  este un oraș  în  Provincia de Nord-Vest, Zambia.